# Felice Como
Felice Como (Desio, 8 dicembre 1920 – ...) è stato un calciatore italiano, di ruolo difensore.

## Carriera
Cresciuto nel Monza, debutta in Serie B nella stagione 1946-1947 con il Seregno, disputando tre campionati cadetti per un totale di 88 presenze e 5 reti, prima della retrocessione in Serie C avvenuta nel 1949.
Al termine della stagione 1949-1950 raggiunge nuovamente la Serie B con il Seregno.

## Palmarès

### Club

#### Competizioni nazionali
- Serie C: 1

Seregno: 1949-1950